# Ratchet & Clank: Todos para uno
Ratchet & Clank: Todos para uno (conocido como Ratchet & Clank: All 4 One en la mayoría de regiones) es un videojuego de plataformas y acción-aventura desarrollado por Insomniac Games y distribuido por Sony Computer Entertainment para PlayStation 3. Fue lanzado durante 2011 en varias regiones, concretamente el 18 de octubre en América del Norte y el 20 de octubre en Japón, Australia y Europa.
El videojuego es parte de la serie Ratchet & Clank, si bien no sigue en líneas generales los hilos argumentales desarrollado en gran parte de las anteriores entregas, al haber cuatro personajes principales durante el desarrollo de la aventura: Ratchet, Clank, el Capitán Qwark y el doctor Nefarius, jefe final de Ratchet & Clank 3, los cuales se ven obligados a unirse para derrotar a un archienemigo que amenaza la galaxia. La principal novedad del título es la inclusión de un modo multijugador cooperativo en el que hasta cuatro jugadores localmente o mediante PlayStation Network pueden colaborar para superar diversos obstáculos y avanzar en la aventura. El sistema de juego se mantiene respecto a lo visto en anteriores entregas, mezclando fases de plataformas y exploración con momentos de acción y disparos.